# ヴァルン・テージ
ヴァルン・テージ（Varun Tej、1990年1月19日 - ）は、インドのテルグ語映画で活動する俳優。『Mukunda』で俳優デビューし、『Kanche』で知名度を上げた。

## 人物
テルグ語映画の俳優・映画プロデューサーとして活動するコニデラ・ナゲンドラ・バーブは父であり、チランジーヴィは伯父に当たる。妹のニハリカ・コニデラも女優として活動している。

## キャリア
ヴァルンは10歳の時、父ナゲンドラ・バーブが主演した『Hands Up!』で子役として出演した。2014年に『Mukunda』で俳優デビューし、プージャー・ヘーグデーと共演している。2015年の『Kanche』ではプラギヤ・ジャイシュワールと共演し、ザ・タイムズ・オブ・インディアは彼の「ギアを激しいものから落ち着いたものにシフトさせる能力」を高く評価している。同年の『Loafer』、2017年の『Mister』は興行的に失敗している。
2017年7月公開の『Fidaa』ではサイ・パラヴィと共演し、123telugu.comからはパラヴィとのコンビネーションが高く評価され、同年公開のテルグ語映画で最も収益を上げた作品の一つとなった。2018年にはサンカルプ・レッディの『Antariksham 9000 KMPH』で主役に起用され、アディティ・ラーオ・ハイダリー、ラヴァニヤ・トリパティと共演した。2019年には『F2 – Fun and Frustration』でヴェンカテーシュ・ダッグバーティ、タマンナー・バティア、ミーリーン・ピルザダと共演し、同作はブロックバスターを記録した。同年にはハリシュ・シャンカルの『Gaddalakonda Ganesh』にも出演している。

## フィルモグラフィ
- Hands Up!（2010年） - ヴァルン
- Mukunda（2014年） - ムクンダ
- Kanche（2015年） - ドゥパティ・ハリ・バーブ
- Loafer（2015年） - ラージャー
- Mister（2017年） - チャイ
- Fidaa（2017年） - ヴァルン
- Tholi Prema（2018年） - アディティア・シェーカル
- Antariksham 9000 KMPH（2018年） - デーヴ
- F2 – Fun and Frustration（2019年） - ヴァルン
- アラジン（2019年） - アラジン（テルグ語吹替版[7]）
- Gaddalakonda Ganesh（2019年） - ガッダラコンダ・ガネーシュ